# Rite Expiatis
 Rite Expiatis  è un'enciclica di papa Pio XI, promulgata il 30 aprile 1926, e scritta in occasione dell'VIII Centenario della morte di Francesco d'Assisi.